# Nadrin
Ne doit pas être confondu avec Nandrin.
Nadrin (en wallon Nådrin) est une section de la ville belge de Houffalize située en Wallonie dans la province de Luxembourg. C'était une commune à part entière avant la fusion des communes de 1977.
Le village se situe sur les hauteurs de l'Ourthe, dans la partie occidentale du parc naturel des Deux Ourthes, en Ardenne belge.

## Démographie
- Source: INS Recensements population

## Histoire
Fusionné avec Wibrin sous le régime français le village fut érigé en commune par la loi du 10 août 1903 (Moniteur belge du 19 août 1903) rassemblant les localités de Filly, Nadrin et Ollomont en les séparant de Wibrin. Depuis la restructuration communale de 1977 le village fait partie de la commune d'Houffalize.

## Patrimoine et culture

### Patrimoine architectural
- Le Rocher du Hérou est le plus exceptionnel des nombreux sites naturels de la région où l'Ourthe fait de nombreux méandres. Du 'belvédère du Hérou' on peut admirer de haut plusieurs méandres de la rivière, à partir d'une promenade sur les rochers qui surplombent l'Ourthe.
- Les fondations d'une villa gallo-romaine datant sans doute du IIe ou IIIe siècle.

- Le monument Europalia est une œuvre d'art d'un artiste portugais, João Charters de Almeida, à la gloire de la construction et ouverture européennes. Il fut inauguré en 1991.

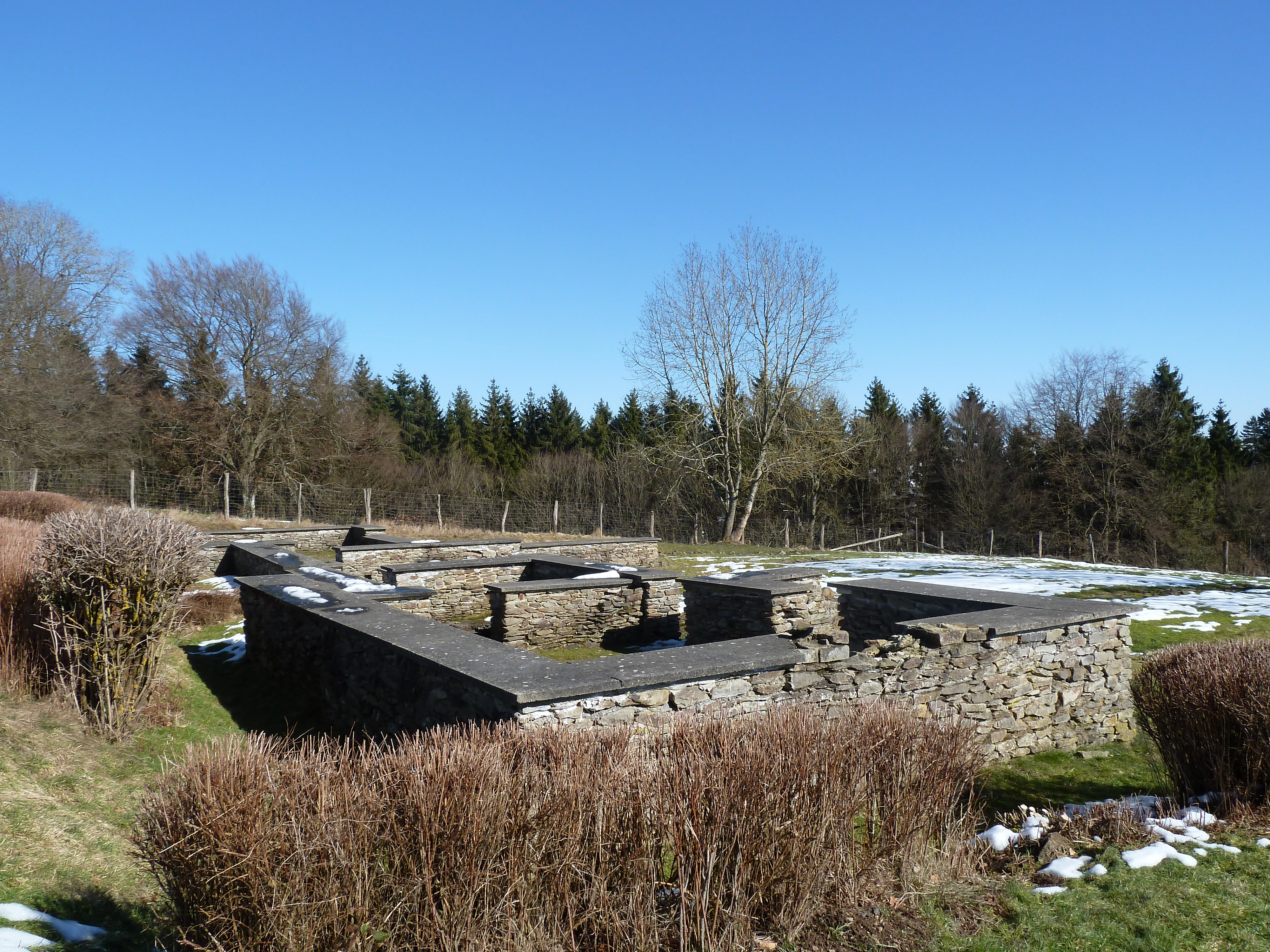
La villa gallo-romaine de Nadrin.
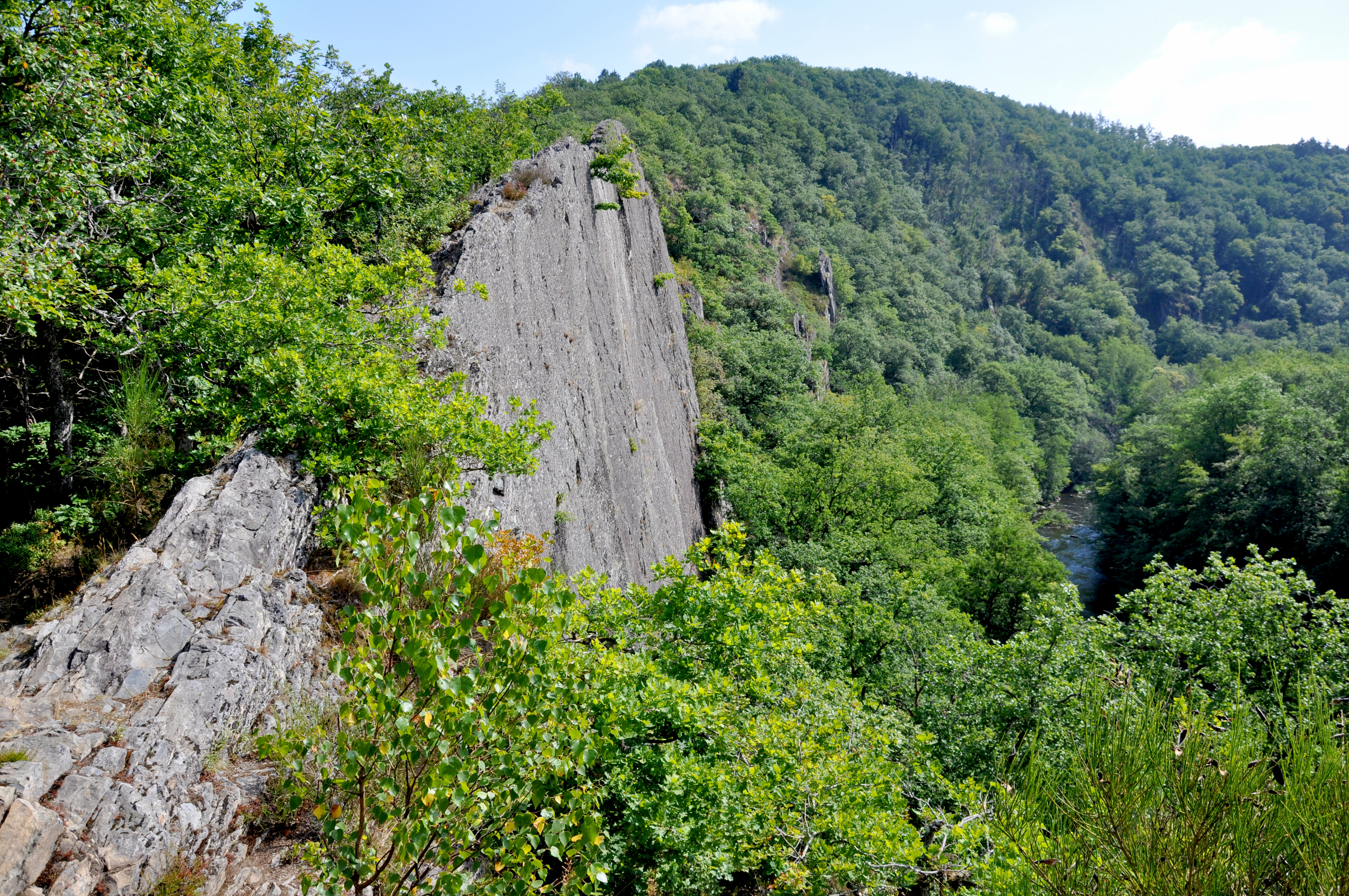
Le rocher du Hérou.
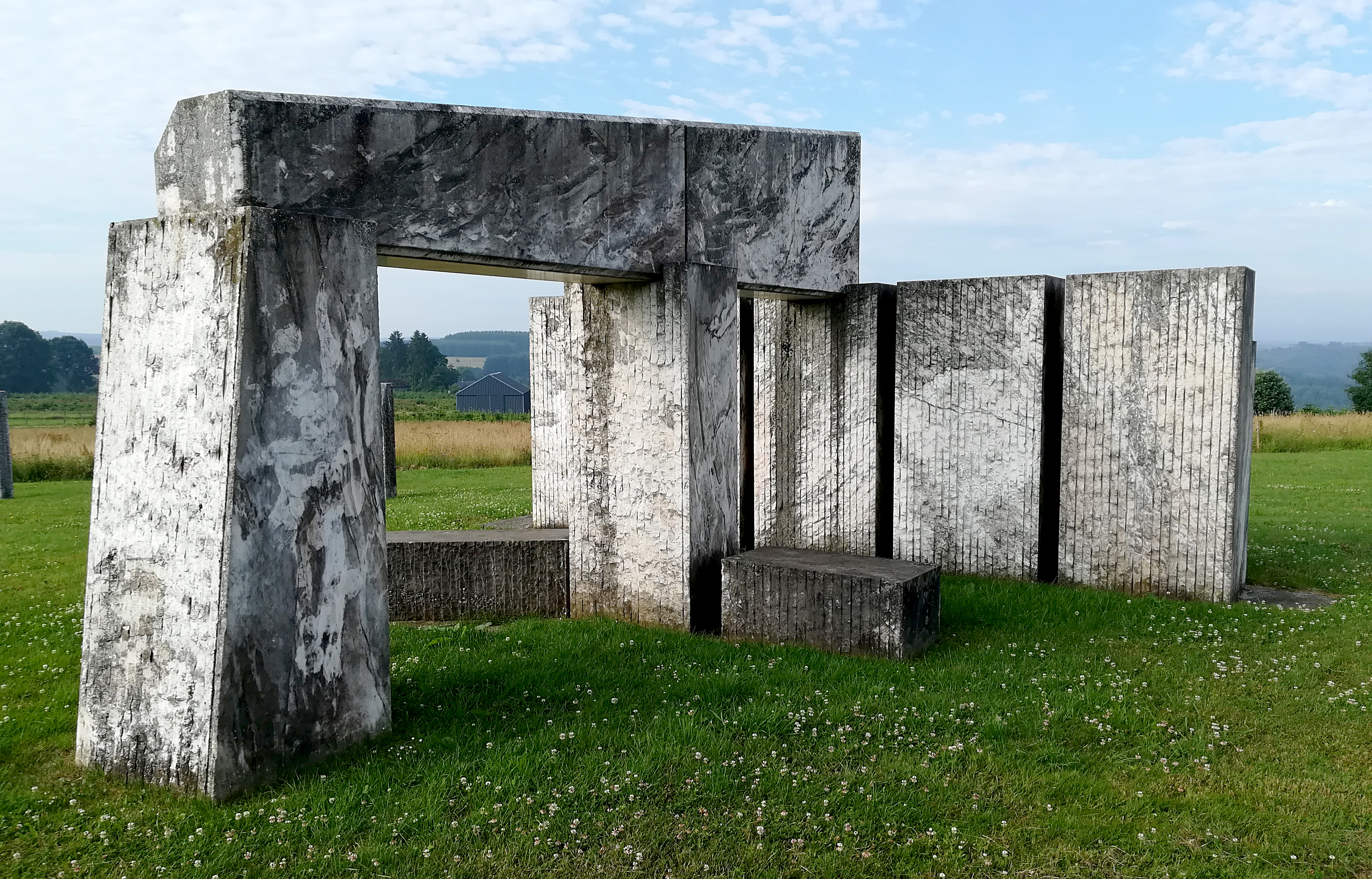
Le monument 'Europalia'.

## Culture

### Folklore
L'Harmonie du Hérou y est célèbre ainsi que son tubiste, Philippe Wilkin, un des plus renommés de la région.

## Personnalités
- Le coureur cycliste professionnel Maxime Monfort est originaire de Nadrin.
- Edmond Dauchot (1905-1978), photographe originaire du Hainaut mais installé dans le village d'Ollomont, s'est attaché à la région, où il a réalisé la plus grande partie de son œuvre, des années 1930 à sa mort.